# Cshongugi uphjonbedalbu
A Cshongugi uphjonbedalbu (hangul: 천국의 우편배달부, RR: Cheongugui Upyeonbaedalbu), japán címén Tengoku e no júbin haitacunin (天国への郵便配達人; Hepburn:  Tengoku e no Yuubin Haitatsunin), angol címén Heaven’s Postman vagy Postman to Heaven, 2009-ben bemutatott koreai-japán koprodukciós televíziós film, a Telecinema sorozat része. A történetet az elismert japán forgatókönyvírónő, Kitagava Eriko írta, a főszerepben a JYJ együttes énekese, Kim Dzsedzsung valamint A királyi ház titkaiból ismert Han Hjodzsu látható.

## Történet
Sin Dzsedzsun (Kim Dzsedzsung) egy autóbalesetet követően kómába kerül. A fiú lelkének az a feladata, hogy közvetítő, amolyan postás legyen, aki az elhunytaknak juttatja el az élő szeretteik által írt leveleket. Küldetése közben találkozik a szerelmét sirató Cso Hanával (Han Hjodzsu), az egyetlen emberrel, aki képes látni őt.

## Forgatás és kritika
Kim Dzsedzsung a szerepet azért kapta meg, mert a film híres forgatókönyvírója, Kitagava Eriko bevallottan az énekes rajongója és „a forgatókönyv írásakor Dzsedzsungot képzelte el főszereplőként. Nem érdekelte, tud-e játszani vagy sem.” Kim alakítását esetlennek ítélte meg a szakma, de elismerték „képregénybe illő megjelenését és különleges színészi auráját”.